# إريك إيبرت
اريك إيبرت (بالإنجليزية: Eric Ebert)‏ هو لاعب كرة قدم أمريكي، ولد في 27 أغسطس 1984 في إرفاين في الولايات المتحدة. لعب مع نادي شيفاز يو إس أي وهيوستن دينامو.

## وصلات خارجية
- إريك إيبرت على موقع الدوري الأمريكي (الإنجليزية)
- إريك إيبرت على موقع قاعدة بيانات كرة القدم.إي يو (الإنجليزية)